# Discernimento vocacional na Igreja Católica
Discernimento vocacional é o processo pelo qual homens ou mulheres na Igreja Católica discernem, ou reconhecem, sua vocação na Igreja. As vocações são a vida como leigo no mundo, casado ou solteiro, a vida ordenada e a vida consagrada.

## Processo
Cada diocese, instituto religioso ou mosteiro geralmente tem suas próprias diretrizes e conselhos para homens ou mulheres que discernem vocações religiosas. Muitas dioceses e institutos religiosos encorajam homens e mulheres com vocações potenciais a passarem algum tempo, geralmente de seis meses a um ano, orando e pedindo a Deus que os ilumine. Aqueles que sentem que podem ser chamados a uma vocação religiosa são incentivados a procurar um diretor espiritual para ajudá-los ao longo do caminho. Após o tempo estabelecido, muitos institutos têm um processo formal de discernimento no qual o candidato se engajará, antes de entrar no instituto como noviço ou no seminário. Os candidatos devem ser informados de que algumas tradições sustentam que uma pessoa pode sentir os julgamentos dos outros e, portanto, uma vocação percebida pode ser apenas o julgamento da paróquia de que se deve ser sacerdote.

## Homens
Para os homens, há várias vocações na Igreja Católica. A mais conhecida é a vocação ao sacerdócio, como sacerdote diocesano ou religioso. Um presbítero diocesano serve numa diocese particular e está sob o bispo local. Um presbítero religioso (neste sentido) é um membro de um instituto religioso específico, como a Ordem da Santíssima Trindade, a Congregação de Santa Cruz, a Ordem de Santo Agostinho ou a Companhia de Jesus, entre diversas outras congregações religiosas da Igreja Católica. Os padres diocesanos e religiosos também podem servir por algum tempo em apostolados específicos, como capelães militares ou o Apostolado do Mar.
Além disso, os homens podem ser chamados para a vida religiosa como frade, monge ou irmão não ordenado. Os frades são membros de ordens mendicantes, como os franciscanos ou os agostinianos. Os monges são geralmente membros de comunidades enclausuradas. Frades, monges e irmãos religiosos fazem votos de pobreza, castidade e obediência. Os monges beneditinos fazem voto de estabilidade, que é um compromisso com sua comunidade particular. Membros de sociedades de vida apostólica, sem fazer votos religiosos, enfatizam o serviço apostólico e são plenamente ativos na sociedade.
Outras vocações masculinas na Igreja Católica incluem diáconos permanentes, eremitas e membros consagrados de um instituto secular. É possível que alguém experimente uma combinação de vocações. Thomas Merton tornou-se monge trapista, foi ordenado sacerdote e viveu por um tempo num eremitério nas terras do mosteiro.
Desde o Concílio Vaticano II, tornou-se mais popular considerar a vida de solteiro comprometida, o casamento, a paternidade e muitos outros serviços como vocações "leigas", já que cada um deles também requer um compromisso com a fé e a prática cristã.

## Mulheres
Para as mulheres, o discernimento vocacional consistiria no sentimento de chamada ao matrimônio, à vida de irmã religiosa ou monja, de membra consagrada de um Instituto Secular, de eremita ou de virgem consagrada. A Igreja Católica não considera a possível ordenação de mulheres ao sacerdócio. As irmãs religiosas são semelhantes aos irmãos religiosos ativos.
Como acontece com os homens, tornou-se mais popular, desde o Concílio Vaticano II, considerar a vida de solteiro comprometida, o casamento, a maternidade e muitos outros serviços como vocações "leigas", visto que cada um também requer um compromisso com a fé e a prática cristã.

## Vocação para o casamento
Tradicionalmente, o termo "vocação" era usado na Igreja Católica apenas para se referir às vocações sacerdotais ou religiosas, a vocação para viver uma vida diretamente consagrada a Deus. Tomás de Aquino, por exemplo, apenas usa explicitamente o termo "vocação" para se referir à vocação para a graça ou conversão, ou para entrar na vida religiosa, embora argumente-se que seu ensino pode ser logicamente estendido para incluir o casamento como vocação. No século XX houve um movimento crescente para estender amplamente o uso do termo. O Concílio Vaticano II ensinou que todos os cristãos, seja qual for o seu estado, são chamados "à plenitude da vida cristã e à perfeição da caridade". A conclusão tirada deste princípio é que qualquer modo de vida que possa ser uma expressão plena da caridade cristã e um meio para crescer em direção à sua perfeição pode ser uma vocação. O Papa João Paulo II ensinou que “existem duas formas específicas de realizar a vocação da pessoa humana, na sua totalidade, ao amor: o casamento e a virgindade ou o celibato”.

## Outras vocações
Tem-se argumentado que associar a vocação a determinados estados de vida, como o casamento ou a vida religiosa, é muito restrito e que muitas vocações cristãs não se enquadram perfeitamente nessas categorias.